# Vaassen

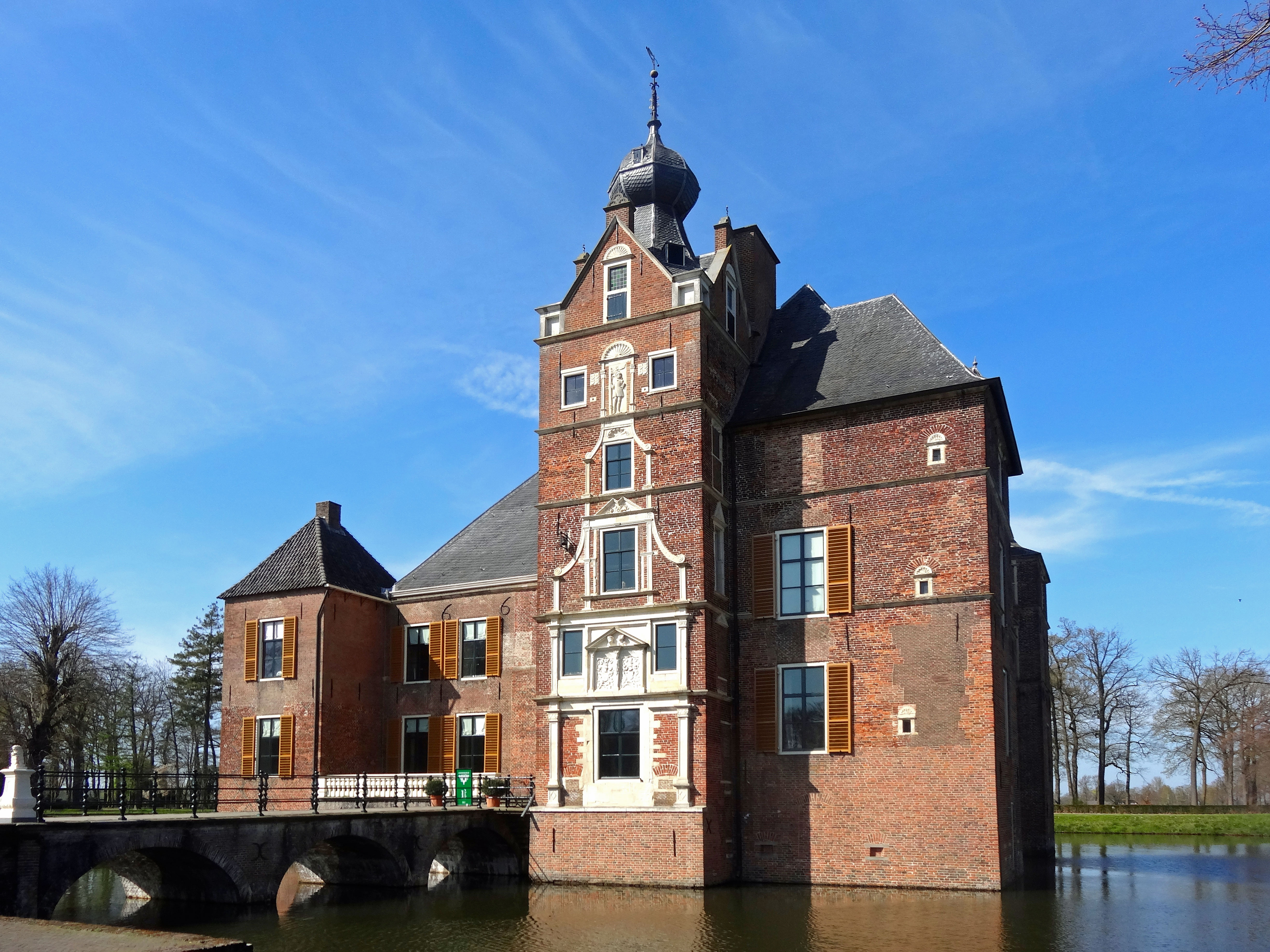
Vaassen: il castello De Cannenburch

Vaassen  (in basso sassone: Voassen) è una località di circa 12.000 abitanti del centro dei Paesi Bassi, facente parte della provincia della Gheldria e situata nella regione di Veluwe. Dal punto di vista amministrativo, si tratta di un-ex-comune, dal 1818 accorpato alla municipalità di Epe.

## Geografia fisica

### Collocazione
Vaassen si trova nella parte settentrionale della provincia della Gheldria, tra Aperldoorn ed Epe (rispettivamente a nord della prima e a sud della seconda).

### Suddivisione amministrativa
Buurtschappen
- Geerstraat
- Hegge,
- 't Laar
- Oosterhof
- Jonas (parte)

## Società

### Evoluzione demografica
Al censimento del 1º gennaio 2013, Vaassen contava una popolazione pari a 12.507.

## Storia
I primi insediamenti in zona risalgono probabilmente già all'epoca preistorica, come testimoniano alcuni campi celtici.
La località è tuttavia menzionata per la prima volta come Fasna nel Codex Laureshamnensis, redatto tra l'891 e l'892 nel monastero di Lorsch.
Tra la seconda metà e la fine del XV secolo, fu costruita una chiesa e a partire dal 1610 si hanno notizie delle prime prediche da parte di pastori protestanti a Vaassen.
Il 2 settembre 1887, fu costruita la stazione ferroviaria, che cadde in disuso l'8 dicembre 1950.

## Monumenti e luoghi d'interesse
Vaassen conta 22 edifici classificati come rijksmonumenten e 18 edifici classificati come gemeentelijke monumenten.

### De Cannenburch
Tra i principali edifici di Vaassen, figura il castello De Cannenburch, menzionato per la prima volta nel 1365 e che fu nel 1543 la residenza di Marten van Rossem.

### Chiesa parrocchiale
Altro edificio storico è la chiesa parrocchiale, che conserva la torre originaria del XV secolo e presenta una navata risalente al 1853.

### Chiesa di San Martino
Altro edificio religioso di Vaassen è la chiesa di San Martino, eretta nel 1917.

### Daam's Molen
Altro edificio d'interesse è il Daam's Molen, un mulino a vento risalente al 1870.

## Sport
- Le squadre di calcio locali sono il VIOS Vaassen[6], il VV Katholiek Concordia Vincit Omnia[7] e l'SV Vaassen[8]